# Jérôme Miguelgorry
Jérôme Miguelgorry est un arbitre français de football né le 22 mai 1976. Il est arbitre fédéral 1 et arbitre donc en championnat de France de Ligue 1 et de Ligue 2.